# Биленко, Зиновий Яковлевич
Зиновий Яковлевич Биленко (укр. Зіновій Якович Біленко, при рождении За́лман Я́нкелевич Биленко; 3 января 1910, Ромны, Полтавская губерния, Российская империя — 26 июня 1979, Киев, УССР, СССР) — украинский советский писатель

, переводчик, журналист, член Союза писателей Украины (1958).

## Биография
Родился 21 декабря (по старому стилю) 1909 года в семье роменского мещанина Янкеля (Ицко-Янкеля) Аврамовича Биленко и Хаи Биленко. У него были сестра Эстер (1906) и брат Авраам (1903). В 1933 году окончил Харьковский институт народного образования. Учительствовал.
Работал журналистом в редакциях журнала «Червоні квіти» и газеты «На зміну», в 1934—1938 годах — газеты «Ленінська зміна», в 1946—1955 годах — в редакциях журналов «Дніпро» и «Радянська школа».
Участник Великой Отечественной войны. Имеет правительственные награды.
С 1956 года — на творческой работе.

## Творчество
Дебютировал в 1925 году.
Первая книга — сборник пьес для детей «Бойові завдання» (Харьков, 1929, соавт.). Автор книг, посвящённых пионерскому и комсомольскому движениям: «Велике місто», «Іде товариш урожай», «Про книжку» (все — 1931), «Бої за Жовтень» (1932).
Упорядочил в духе официальной идеологии книги: «Бригадою веселою рушай в колгосп» (1933), сборник «Шкільна естрада» (1947), «Юні ленінці» (1962) и другие. Под его редакцией вышла документальная повесть про первое поколение комсомольцев «Особливий комуністичний: Спогади героя громадянської війни П. К. Хижняка» (1960).
Издал сборник «Ми молоді весняні квіти» (Киев, 1971; 1974).
Переводил произведения белорусских, грузинских, немецких, еврейских и других авторов, преимущественно — русских (в частности М. Салтыкова-Щедрина, Г. Успенского, В. Маяковского, А. Барто, Д. Гранина, В. Кочетова, С. Маршака, С. Михалкова). Автор статей по вопросам художественного перевода.
Использовал псевдонимы — З. Ромен, Я. Кивенко, Зин. Б., Зинько.